# روبرت هانكو
روبرت هانكو (بالسلوفاكية: Róbert Hanko)‏ هو لاعب كرة قدم سلوفاكي في مركز الوسط، ولد في 28 ديسمبر 1976 في دولني كوبين في سلوفاكيا. شارك مع منتخب سلوفاكيا لكرة القدم. أما مع النوادي، فقد لعب مع نادي ترنتشين ونادي كارلسروه.

## وصلات خارجية
- روبرت هانكو على موقع الاتحاد الدولي (مؤرشف)  (الإنجليزية)
- روبرت هانكو على موقع قاعدة بيانات كرة القدم.إي يو (الإنجليزية)
- روبرت هانكو على موقع ناشيونال فوتبول تيمز (الإنجليزية)
- روبرت هانكو على موقع عالم كرة القدم.نت (الإنجليزية)